# Gens qui pleurent et Gens qui rient
 (juillet 2025).
Pour plus de détails, voir Fiche technique et Distribution.
Gens qui pleurent et Gens qui rient est un film de Georges Méliès sorti en 1900 au début du cinéma muet.